# Движение в поддержку армии
Движение в поддержку армии, оборонной промышленности и военной науки (ДПА) — общероссийское политическое движение, основано в 1997 году. Выступило избирательным блоком на выборах в Государственную Думу Российской Федерации в 1999 году, получило 0,56 % голосов.
Лидеры движения в разное время:
- Лев Рохлин
- Виктор Илюхин
- Альберт Макашов
- Владимир Комоедов
- Виктор Соболев

Первый лидер движения генерал Лев Рохлин (депутат Государственной Думы по списку НДР, председатель Комитета по обороне Госдумы) был убит в 1998 году.
Первое заседание оргкомитета движения состоялось 9 июля 1997 года, инициатором выступил генерал Лев Рохлин. Присутствовало около 300 делегатов. В оргкомитет вошли: Лев Рохлин (председатель), Игорь Родионов (бывший министр обороны РФ, первый заместитель председателя оргкомитета), Владимир Крючков (бывший глава КГБ СССР), депутаты Валентин Варенников, Виктор Илюхин, Альберт Макашов, бывший командующий ВДВ СССР Владислав Ачалов, Григорий Яшкин (генерал-полковник, председатель Российского союза ветеранов вооруженных сил, член НПСР), Станислав Терехов (Союз офицеров), Леонид Шебаршин (бывший начальник ПГУ КГБ СССР), атаман Всевеликого войска Донского (ВВД) Николай Козицын. Присутствовали бывший командующий Черноморским флотом адмирал Эдуард Балтин, председатель Всероссийского движения «Сталин» Омар Бегов.